# 험지주파

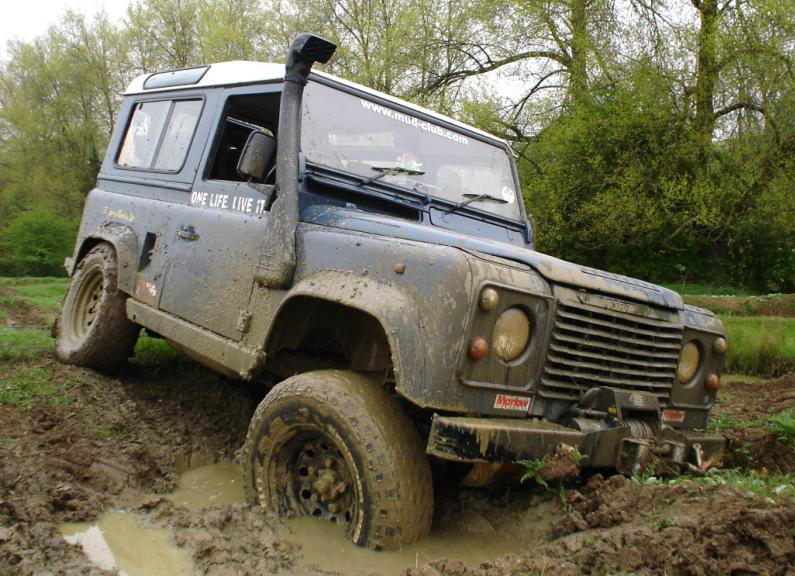
랜드로버 디펜더.

험지주파(險地走破, 영어: off-roading 오프로딩[*])란 포장된 도로 이외의 장소를 차량으로 통행하는 것을 말한다. 그 장소는 포장되지 않은 산길, 자연 그대로의 지형까지 다양하다. 험지에서 이루어지는 자동차 경주를 오프로드 레이싱이라고 한다. 이와 대비되는 것은 포장도로(on-road, 온로드)다. 개조된 특수 차량을 이용한 극단적 형태의 오프로드 주행은 락 크롤링(rock crawling)이라고 한다.

## 같이 보기
- 수륙양용차
- 현가장치
- 전지형차
- 산악 자전거